# Karissa Whitsell
Karissa Whitsell (ur. 15 czerwca 1981) – amerykańska niewidoma kolarka. Dwukrotna mistrzyni paraolimpijska z Aten w 2004 roku i mistrzyni z Pekinu w 2008 roku.

## Medale Igrzysk Paraolimpijskich

### 2008
- - Kolarstwo - trial na czas - B&VI 1–3
- - Kolarstwo - wyścig uliczny - B&VI 1–3
- - Kolarstwo - bieg pościgowy indywidualnie - B&VI 1–3

### 2004
- - Kolarstwo - wyścig uliczny/trial na czas - B&VI 1–3
- - Kolarstwo - bieg pościgowy indywidualnie - B&VI 1–3
- - Kolarstwo - trial na czas - 1 km - B&VI 1–3
- - Kolarstwo - sprint drużynowy - B&VI 1–3